# Gérard Haesebroeck
Gérard Haesebroeck, né le 2 avril 1923 à Armentières (Nord) et décédé le 21 mars 2012 dans la même ville, est un homme politique français.

## Situation personnelle
Gérard Jules Haesebroeck naît le 2 avril 1923 à Armentières dans une famille ouvrière.
Ouvrier ébéniste puis employé aux affaires générales de la mairie d'Armentières, il rejoint le service publicité du journal Nord Matin.
Marié, Bernard Haesebroeck est son fils unique. Il est son successeur au conseil général du Nord puis à la mairie d'Armentières.
Il décède le 21 mars 2012 à la suite d'un accident vasculaire cérébral. Ses obsèques sont célébrées le 24 mars suivant, à l'église Saint-Vaast, en présence notamment de Patrick Kanner, de Bernard Derosier et d'Yves Durand.

## Parcours politique

### Débuts
Ouvrier ébéniste, Gérard Haesebroeck adhère à la Confédération générale du travail en 1936. Il adhère à la SFIO en 1950 et devient rapidement secrétaire des sections locale et cantonale du parti.

### Élu local
Élu au conseil municipal sur la liste de centre-gauche menée par Jean Pichon, il évince la tête de liste lors de l'élection du maire et est élu maire d'Armentières le 22 mars 1959. Gérard Haesebroeck est systématiquement réélu lors des six élections municipales suivantes.
En juin 1961, il bat le gaulliste Paul Theeten aux élections cantonales, faisant ainsi basculer le canton d'Armentières à gauche. Réélu à six reprises, son fils lui succède en 2004.
En 1965, avec Claude Hujeux, il fonde le Club Léo Lagrange d'Armentières.
À la tête de la ville, il crée la base de loisirs des Prés du Hem. Il réalise le comblement de la Lys qui traversait autrefois la ville et contribue au développement de nouveaux quartiers, notamment le quartier Ile-de-Flandre.
Il fait partie, en 1967, des maires fondateurs de la communauté urbaine de Lille. Il en est par la suite l'un des vice-présidents.
Le 1er décembre 1989, il reçoit la croix de chevalier de la Légion d'honneur des mains du Président François Mitterrand.Le 30 mai 1999, alors âgé de 76 ans, il interrompt son septième mandat et cède sa place à son premier adjoint, Claude Hujeux, après quarante années au service de la commune.

### Député
Élu député de la 10e circonscription du Nord le 11 mars 1973, il entre pour la première fois à l'Assemblée nationale le 2 avril de la même année. Gérard Haesebroeck est réélu deux fois et participe aux travaux des Ve, VIe et VIIe législatures de la Ve République, de 1973 à 1986.
Alors député, il préside l'Union des élus socialistes et républicains du Nord.

## Hommages

### Décorations
- Chevalier de la Légion d'honneur (1989)
- Officier de la Légion d'honneur (1999)
- Médaille d'honneur régionale, départementale et communale, or
- Médaille de la jeunesse, des sports et de l'engagement associatif, or